# Kälkänen
Kälkänen är en sjö i Finland. Den ligger i kommunen Kuhmo i landskapet Kajanaland, i den östra delen av landet, 500 km nordost om huvudstaden Helsingfors. Kälkänen ligger 183,2 meter över havet. I omgivningarna runt Kälkänen växer i huvudsak barrskog. Den är 13,5 meter djup. Arean är 4,22 kvadratkilometer och strandlinjen är 26,84 kilometer lång. Sjön  ingår i Uleälvens huvudavrinningsområde. 